# Södermanlands och Nerikes gille
Södermanlands och Nerikes gille är ett av Sveriges äldsta landskapsgillen. Gillet grundades 1795 och samlar sörmlänningar och närkingar till samkväm och idkande av välgörenhet . Gillet delar årligen ut stipendier till studenter och behövande. 